# غیرفعال‌سازی
غیرفعال سازی (به انگلیسی: Passivation) در شیمی‌فیزیک به فرایند مقاوم شدن فلزات در مقابل خوردگی و زنگ زدگی گفته می‌شود. همچنین به ماده ای ارجاع می‌شود که ماده در آن در حال منفعل شدن است، یعنی در محیطی که در آینده در آن استفاده می‌شود کمتر در معرض خوردگی قرار بگیرد. غیرفعال سازی شامل ایجاد یک لایه بیرونی از ماده محافظ است که در اثر واکنش شیمیایی با مادهٔ پایه یا از اکسیداسیون خود به خود در هوا، به عنوان ریزپوششی ایجاد می‌شود. به عنوان روش دیگر، استفاده از یک پوشش سبک از مادهٔ محافظ مانند اکسید فلز، برای ایجاد پوسته‌ای در برابر زنگ زدگی است. غیرفعال سازی تنها در شرایط ویژه می‌تواند اتفاق بیفتد و در میکروالکترونیک برای تقویت سیلیکون استفاده می‌شود. این تکنیک، باعث تقویت و حفظ ظاهر فلزات می‌شود. در تصفیه الکتروشیمیایی آب، غیرفعال سازی با افزایش مقاومت مدار، باعث کاهش اثر تصفیه می‌شود، پس معمولاً از اقدامات پیوسته برای غلبه بر این اثر استفاده می‌شود که متداول‌ترین آن واژگون سازی قطبی است، که منجر به ترد کردنِ محدودِ لایه رسوب می‌شود. دیگر سامانه‌های اختصاصی برای جلوگیری از غیرفعال سازی الکترود و موضوعات دیگر، موضوع تحقیق و توسعه است.

## تاریخچه
در میانه دهه ۱۸۰۰، کریستین فریدریش شونباین کشف کرد که وقتی یک قطعه آهن در اسید نیتریک رقیق قرار می‌گیرد، هیدروژن را تجزیه و تولید می‌کند، اما اگر آهن نخست در اسید نیتریک غلیظ قرار داده شود، سپس به اسید نیتریک رقیق شده فرو برده شود، واکنش کمی یا هیچ واکنشی صورت نخواهد گرفت. شونباین نخستین حالت را «وضعیت فعال» و دومین وضعیت را «وضعیت غیرفعال» نام‌گذاری کرد. اگر آهن غیرفعال با آهن فعال در تماس قرار بگیرد، دوباره فعال می‌شود.

## سازوکار

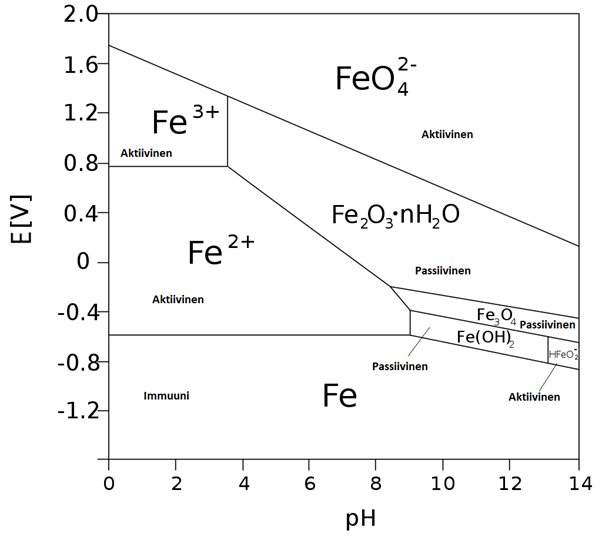
نمودار Pourbaix برای آهن

هنگام قرارگیری در معرض هوا، بسیاری از فلزات، سطح سخت و نسبتاً بی اثر ایجاد می‌کنند، مانند لکه‌هایی که روی نقره ایجاد می‌شود. در مورد فلزات دیگر مانند آهن، یک پوشش متخلخل زبر از مجموع زنگ زدگی و خوردگی‌های سست و چسبنده تشکیل می‌شود. در این حالت، مقدار چشمگیری از فلز حذف می‌شود که یا رسوب می‌کند یا در محیط حل می‌شود. این پوشش بسته به نوع فلز پایه و محیط آن، خوردگی را با کاهش می‌دهد و در هوای دمای اتاق برای آلومنیوم، کروم، روی، تیتانیوم و سیلیکون (فلز) به‌طور چشمگیری آهسته‌تر است. پوستهٔ حاصل از خوردگی، از خوردگی‌های عمیق‌تر جلوگیری می‌کند و به عنوان یکی از اشکال غیرفعال سازی عمل می‌کند. به این لایهٔ سطحی خنثی، لایهٔ اکسید بومی می‌گویند که معمولاً یک اکسید یا نیترید با ضخامت یک مونولایه ۱ تا ۳ آنگستروم برای فلزات نجیب (مانند پلاتین)، ۱۵ آنگستروم برای سیلیکون و ۵۰ آنگستروم برای آلومینیوم است که پس از چندین سال ایجاد می‌شود.
غیرفعال سازی سطحی به فرایند ساخت دستگاه نیمه هادی عادی که برای الکترونیک مدرن بسیار مهم است اشاره دارد. در این فرایند یک سطح نیمه رسانا که در حال تعامل با هوا یا دیگر مواد از طریق سطح یا لبهٔ کریستال است، بدون اینکه ویژگی‌هایش تغییر کند، خنثی سازی می‌شود. این امرمعمولا با استفاده از اکسیداسیون گرمایی حاصل می‌شود. در یک‌نیمه هادیِ سیلیکون، این فرایند اجازه می‌دهد تا برق به‌طور بی نقص به سیلیکون رسانا درزیر سطح نفوذ کند، و بر سطحی که از رسیدن برق به لایه نیمه رسانا جلوگیری می‌کند، غلبه کند. غیرفعال سازی سطحی با اکسیداسیون حرارتی یکی از اصلی‌ترین ویژگی‌های تکنولوژی سلیکون است، و در میکروالکترونیک بسیار نمایان است. روند غیرفعال سازی سطحی توسط محمد محمد عطاالله در آزمایشگاه‌های بل در اواخر دهه ۱۹۵۰ توسعه یافت. این ماده معمولاً برای ساخت ماسفت‌ها (ترانزیستور اثر میدان نیمه هادی اکسید فلزی) و تراشه‌های مدار یکپارچهٔ سیلیکونی (با فرایند سطحی) استفاده می‌شود، و برای صنعت نیمه رساناها حیاتی است. غیرفعال سازی سطحی در ساخت سلول‌های خورشیدی و فناری نقطه کوانتومی کربن نیز بسیار اهمیت دارد.
علاقهٔ زیادی به تعیین مکانیزم‌های حاکم بر افزایش ضخامت لایه اکسید در طول زمان وجود داشته‌است. برخی از فاکتورهای مهم، حجم اکسید نسبت به حجم فلز اصلی، چگونگی انتشار اکسیژن از طریق اکسید فلز به فلز اصلی و پتاسیل شیمیایی نسبی اکسید هستند. اگر مرزهای بین میکرودانه‌ها، لایه اکسید کریستالی باشد، یک مسیر مهم برای رسیدن اکسیژن به فلزِ زیرینِ اکسید نشده تشکیل می‌دهد. به همین دلیل، پوشش‌های اکسید شیشه ای که مرز دانه ندارند، می‌توانند فرایند اکسید شدن را به عقب بیندازند. شرایط لازم اما ناموثر برای غیرفعال سازی در نمودارهای Pourbaix ثبت شده‌است. برخی از بازدارنده‌های خوردگی، به تشکیل یک لایهٔ خنثی روی سطح فلزاتی که به آنها اعمال می‌شوند کمک می‌کنند. برخی از ترکیباتِ محلول در محلول (کرومات‌ها و مولبیدات‌ها) لایه‌های واکنش ناپذیر با حلالیت کم‌روی سطح فلز، تشکیل می‌دهند.
غیرفعال سازی معمولاً بر روی سطوح فولادهای زنگ‌نزن خودبه‌خود اتفاق می‌افتد، اما ممکن است گاهی لازم باشد برای بهبود این فرایند با روش‌های اسید اکسیدکننده کمک کرد. بر خلاف فرایند اسیدشویی، هیچ لایه فلزی از سطح در طول عملیات غیرفعال سازی با کمک اسید حذف نمی‌شود. با این حال، کیفیت و ضخامت لایه غیرفعال در طی فرایندهای تسریع کننده با اسید به سرعت افزایش می‌یابد. ممکن است شرایطی وجود داشته باشد که در طی عملیات‌های اسیدی با اسیدنیتریک، فرایندهای اسیدشویی و غیرفعال سازی به‌طور پشت سرهم (و نه همزمان) رخ دهد. اسید نیتریک تنها می‌تواند سطوح فولاد ضدزنگ را «غیرفعال» کند. این اسید برای «اسیدشویی» فولادهای ضدزنگ مناسب نیست.

## غیرفعال سازی مواد

### سیلیکون
برای این ماده، در ناحیه میکروالکترونیک و فوتوولتائیک، غیرفعال سازی سطحی معمولاً توسط اکسیداسیون به پوشش سیلیکون دی‌اکسید انجام می‌شود. غیرفعال سازی باعث افزایش کارایی سلول‌های خورشیدی بین ۳ تا ۷ درصد می‌شود. غیرفعال سازی توسط اکسیداسیون حرارتی در دمای ۱۰۰۰ درجه سانتیگراد انجام می‌شود. در این شرایط، مقاومت سطحی بالا (بیشتراز Ωcm1000) است.

### مواد آهنی
مواد داری ترکیبات آهن، از جمله فولاد، ممکن است با ترویج اکسیداسیون (زنگ زدن) و سپس تبدیل اکسیداسیون به فلزِ دارای فسفات (از طریق استفاده از اسید فسفریک)، به دلیل ایجاد پوشش سطح تا حد چشمگیری از زنگ زدگی محافظت شوند. از آنجا که سطحِ بدون پوشش، در آب محلول است، روش ترجیحی ایجاد ترکیبات منگنز یا روی از طریق فرآیندی است که معمولاً به عنوان Parkerizing یا تبدیل فسفات شناخته می‌شود.

#### فولاد

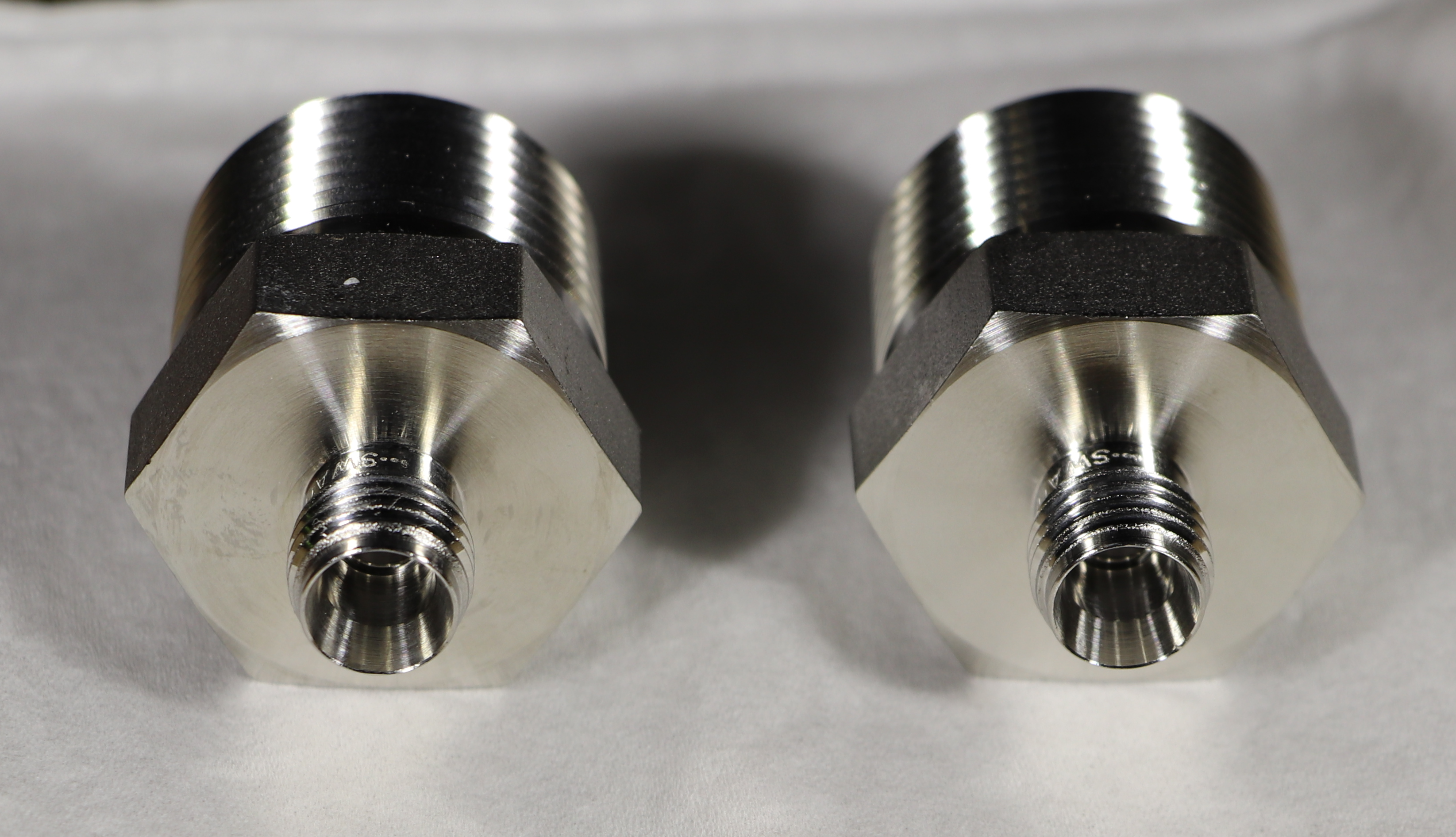
فیتینگ سمت چپ غیرفعال نشده‌است در حالیکه فیتینگ سمت راست غیرفعال شده‌است.

مطابق استاندارد ASTM A380 تعاریف گوناگونی برای غیرفعال سازی فولاد زنگ نزن وجود دارد. مطابق این استاندارد «غیرفعال سازی» به حذف آهن یا ترکیبات آهنی خارجی از سطح فولاد زنگ نزن توسط یک فرایند انحلال شیمیایی که معمولاً توسط یک محلول اسیدی انجام می‌شود اما تأثیر چندانی روی خود فولادزنگ نزن نمی‌گذارد گفته می‌شود. غیرفعال سازی فولاد زنگ‌نزن دارای ۳ بخش است:
نخست اتم‌های آهن سطح در اثر خوردگی حل می‌شوند و غلظت کروم در سطح کم‌کم افزایش می‌یابد و با ایجاد یک زنجیره، جلوی حل‌شدن بیشتر آهن گرفته می‌شود. با تماس این اتم‌های کروم با آب، بخش دوم که ایجاد اکسید کروم است آغاز می‌شود و فولاد وارد فرایند غیرفعال سازی یا رویینگی می‌شود.
در بخش دوم، از آنجا که اکسید کروم یک اکسید با کمبود الکترون است، به‌ازای هرچند Cr+3 ‎ بایستی یک Cr+6 ‎ باشد و برای خنثی ماندن بارالکتریکی کل، جای خالی کاتیونی در شبکه باشنده می‌شود. این‌جاهای خالی مکانی برای آغاز حل‌شدن دوباره فولاد و بخش سوم است.
با افزایش پتانسیل، Cr+3 ‎ ناپایدار می‌شود و به Cr+6 ‎ تبدیل می‌شود و حل‌شدن فولاد دوباره آغاز می‌شود. به این بخش فرا غیرفعال گفته می‌شود.

### آلومینیوم
آلومینیوم خالص درصورت تماس با اکسیژن در فرایندی به نام اکسایش به صورت طبیعی یک لایه سطحی نازک به نام آلومینیوم اکسید تشکیل می‌دهد. این لایه اکسید از رسیدن اکسیژن به لایه‌های زیرین و در نتیجه خوردگی بیشتر محافظت می‌کند. در برخی از آلیاژهای آلومینیوم لایه اکسید به خوبی تشکیل نمی‌شود و در نتیجه در مقابل خوردگی محافظت نمی‌شود. روش‌های خاصی برای بهبود تشکیل این لایه اکسید در برخی آلیاژها وجود دارد.
در حالت کلی دو روش عمده برای غیرفعال سازی آلومینیوم وجود دارد (منهای روش‌هایی مانند رنگ‌آمیزی یا آبکاری): پوشش دهی کرومات و انودایزینگ (آندش).
فرایند پوشش‌دهی کرومات باعث تبدیل شدن آلومینیوم سطحی به پوشش آلومینیوم کرومات به ضخامت‌هایی در محدوده ۲۵۰ تا ۱۰۰۰ نانومتر می‌شود. پوشش‌های تبدیل آلومینیوم کرومات دارای ساختاری نامنظم و ترکیبی ژل مانند با آب‌هیدراته هستند. از روش پوشش‌دهی کرومات علاوه بر آلومینیوم برای غیرفعال‌سازی روی، کادمیوم، مس، نقره، منیزیم و قلع نیز استفاده می‌شود.
فرایند اَنُدایزینگ (به انگلیسی: Anodizing)فرایندی الکترولیتی است که لایه اکسید ضخیم‌تری می‌سازد. پوشش آندی شامل آلومینیوم اکسید هیدراته است که غیرقابل خوردگی و سایش در نظرگرفته می‌شود. این روش پرداخت یک فرایند بسیار قدرتمند است که می‌تواند همچنین به عایق الکتریسته شدن آن نیز کمک کند که در دیگر روش‌ها امکان آن وجود ندارد.

### نیکل
نیکل به دلیل تشکیل یک لایه غیرفعالِ نیکل فلوراید، می‌تواند برای سر و کار داشتن با عنصر فلوئور استفاده شود. از این موضوع، در تصفیه آب و تصفیه فاضلاب مورد استفاده واقع شده‌است.